# Dysgonia leucotaenia
Dysgonia leucotaenia är en fjärilsart som beskrevs av Franz Dannehl 1926. Dysgonia leucotaenia ingår i släktet Dysgonia och familjen nattflyn. Inga underarter finns listade i Catalogue of Life.